# انتخابات ریاست‌جمهوری کره جنوبی (۲۰۲۲)
انتخابات ریاست جمهوری کره جنوبی ۲۰۲۲ یا بیستمین انتخابات ریاست جمهوریِ جمهوری کره (کره‌ای: 제۲۰대 대한민국 대통령 선거) در کره جنوبی، در تاریخ ۹ مارس ۲۰۲۲ در کره جنوبی برگزار شد. این هشتمین انتخابات ریاست جمهوری از زمان دموکراسی خواهد بود. طبق قانون اساسی کره جنوبی، رئیس‌جمهور فقط می‌تواند یک دورهٔ ۵ ساله انتخاب شود، به این معنی که رئیس‌جمهور وقت مون جه این حق نداشت برای دور دوم نامزد شود.پس از شمارش آرا یون سوک یول به از حزب قدرت مردم پیروز انتخابات شد.